# Schlossmedaille
Die Schlossmedaille war eine 1857 von Großherzog Friedrich Franz II. von Mecklenburg-Schwerin in Auftrag gegebene Medaille, die an den Neubau und die Einweihung des Schweriner Schlosses erinnerte und vom Großherzog an am Bau beteiligte Personen vergeben wurde.

## Gestaltung
Die vom Schweriner Medailleur Hieronymus (Heinrich) Wilck gestaltete Medaille hat einen Durchmesser 45,10 Millimeter und ist (in Silber) 42,57 Gramm schwer. Sie zeigt als raffiniertes Gestaltungsprinzip auf der einen Seite das alte Schweriner Schloss von der Seeseite, darunter die lateinische Inschrift CASTELLUM VETUS SVERINENSE und die Signatur H WILCK FEC[IT], auf der anderen Seite eine Ansicht des neuen Schlosses von der Stadtseite, darunter die Inschrift FREDERICUS FRANCISCUS DENUO CONDIDIT MDCCCLVII.
Die Medaille wurde in Gold, Silber und einer Bronze-Legierung hergestellt.

## Vergabe
Die fürstlichen Ehrengäste der Einweihungsfeierlichkeiten am 26. Mai 1857 erhielten die Medaille in Gold.
Den am Bau und der Einweihung Beteiligten wurde sie je nach dem Grade ihrer Mitwirkung und ihres Verdienstes verliehen.

### In Gold
- der Hofbaurat Demmler
- der Geheime Oberbaurat Stüler

### In Silber
- der Hofbaurat Willebrand
- der Baumeister Behncke
- die Maler Fischer, Gillmeister, Jentzen, Lenthe und Schlöpke
- der Advocat Hobein (für das Libretto der zur Einweihung gespielten Oper Johann Albrecht)
- der Sänger Formes
- Georg Christian Friedrich Lisch[4]

### In Bronze
- der Bauconducteur Stern
- der Architect Lukow
- die Bildhauer Petters, Schiele, Scholinus
- die Poliere Glatz, Köpcke, Niemann, Zogmann
- der Redakteur Dr. Friedrich Eggers in Berlin (für die Inschriften unter den Standbildern mecklenburgischer Fürsten)
- der Gartendirektor Klett

Parallel dazu dekorierte der König von Preußen wegen hervorragender Kunstleistungen den Hofbaurat Willebrand, Baumeister Behncke, Gartendirektor Klett, Hofmaler Lenthe und die Maler Gillmeister und Pfannschmidt mit dem Roten Adlerorden 4. Klasse.